# Terry George
Terry George  (Belfast, 20 de Dezembro de 1952) é um diretor de cinema e roteirista norte-irlandês.
Nascido e criado em Belfast, muitos de seus trabalhos em filmes envolvem conflitos da Irlanda do Norte.
Ele e sua família passaram a maior parte de suas vidas, até o presente momento, em Condado de Down, na Irlanda do Norte, e em Pleasentville, Nova Iorque, nos Estados Unidos da América. Na verdade, George foi deportado para os Estados Unidos, mas mesmo assim continuou trabalhando em favor da Irlanda do Norte. Sua esposa foi naturalizada como cidadã estadunidense e seu filho nasceu neste país.

## Eventos marcantes
- 1971: Foi preso como terrorista. Sua sentença foi de seis anos, mas foi libertado em 1976 por bom comportamento.
- 1981: Se mudou para Nova Iorque.
- 1985: Escreveu seu primeiro filme The Tunnel.
- 1986: Pesquisou a respeito do livro The Pizza Connection com Shana Alexander.
- 1993: Iniciou sua carreira de roteirista e assistente de direção com o filme In the Name of the Father, estrelado por Daniel Day-Lewis, dirigido e co-escrito por Jim Sheridan.
- 1996: Dirigiu o filme Some Mother's Son, estrelado por Helen Mirren e Fionnula Flannagan.
- 2000–presente: Trabalhou como produtor, assistente executivo e co-criador em The District, da CBS.
- 2002: Juntamente com Billy Ray foi roteirista do drama sobre a Segunda Guerra Mundial chamado Hart's War.
- 2004: Dirigiu, produziu e co-escreveu Hotel Rwanda.
- 2007: Recebeu um prêmio honorário do "Oscar Wilde: Honoring Irish Writing in Film" em Ebell Wilshire  (Los Angeles, CA).
- 2007: Dirigiu o filme Reservation Road.